# Quando quattro persone fanno la stessa cosa
Quando quattro persone fanno la stessa cosa (Wenn vier dasselbe tun) è un film del 1917 diretto da Ernst Lubitsch.

## Produzione
Il film fu prodotto dalla Projektions-AG »Union« (PAGU) (Berlin).

## Distribuzione
Il film - un cortometraggio in tre bobine distribuito dalla Nordische Films Co. GmbH - fu presentato in prima all'U.T. Nollendorfplatz di Berlino il 16 novembre 1917, uscendo poi anche in Spagna il 24 ottobre 1921 con il titolo La niña de los millones.
Nel 2010, la pellicola è stata proiettata al Festival di Locarno, nell'ambito di una retrospettiva dedicata a Lubitsch.